# Port lotniczy Húsavík

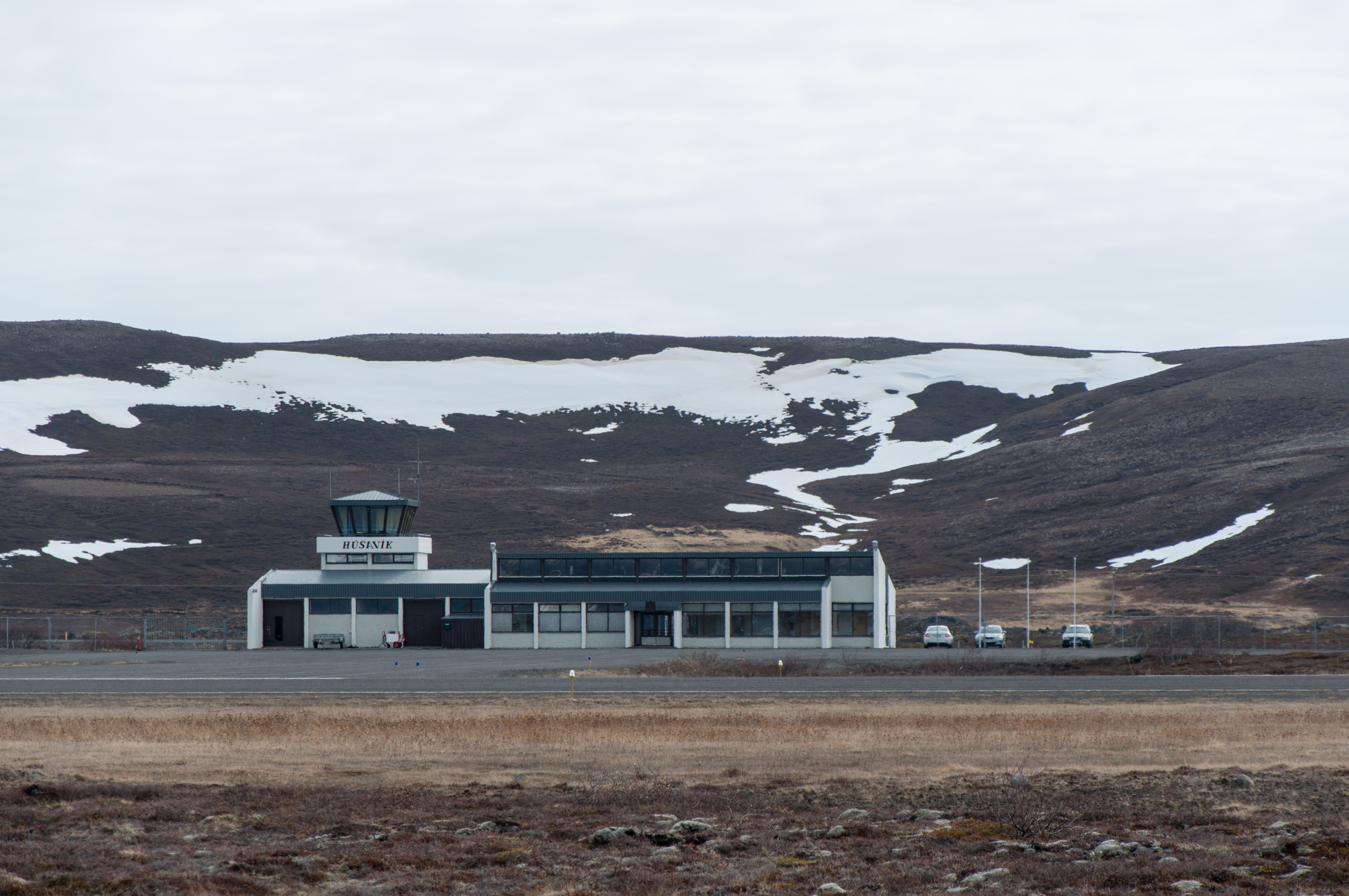
Terminal lotniska

Port lotniczy Húsavík (isl. Húsavíkflugvöllur, IATA: HZK, ICAO: BIHU) – islandzki port lotniczy w zlokalizowany w miejscowości Húsavík.

## Kierunki lotów i linie lotnicze
Od 29 września 2023 r. nie ma już regularnych komercyjnych lotów pasażerskich do i z lotniska Húsavík.